# Lapehan Mesjid
Lapehan Mesjid is een bestuurslaag in het regentschap Bireuen van de provincie Atjeh, Indonesië. Lapehan Mesjid telt 813 inwoners (volkstelling 2010).